# Тетранитратоаурат(III) калия
Тетранитратоаурат(III) калия — неорганическое соединение, 
комплексная соль металлов калия, золота и азотной кислоты с формулой K[Au(NO3)4],
жёлтые кристаллы,
гидролизуется водой.

## Получение
- Обработка раствора тетранитратоаурата водорода в азотной кислоте нитратом калия:

{\displaystyle {\mathsf {H[Au(NO_{3})_{4}]+KNO_{3}\ {\xrightarrow {0^{o}C}}\ K[Au(NO_{3})_{4}]+HNO_{3}}}}

## Физические свойства
Тетранитратоаурат(III) калия образует жёлтые кристаллы.
Полностью гидролизуется водой.